# ایسمکا
ایسمکا (انگلیسی: Esemka) شرکت خودروسازی اندونزیایی است، که در سال ۲۰۰۷ تأسیس شد.